# (686073) 2010 PT66
(686073) 2010 PT66 est un objet transneptunien résonance 1:3 avec Neptune.

## Caractéristiques
(686073) 2010 PT66 mesure environ 260 km de diamètre.